# 羅馬什基 (羅基特涅區)
49°43′48″N 30°36′5″E / 49.73000°N 30.60139°E
羅馬什基（烏克蘭語：Ромашки）是位於烏克蘭北部的村莊，由基辅州白采爾克瓦區的羅基特內市鎮負責管轄。該村始建於1773年，面積30平方公里，海拔高度146米，2001年人口865，人口密度每平方公里28.8人。